# Strafrahmen
Der Strafrahmen ist die vom Gesetz bezeichnete mögliche Dauer einer Freiheitsstrafe oder mögliche Höhe einer Geldstrafe. In der Regel sind im Gesetz bei dem jeweiligen Tatbestand Mindest- und Höchstmaß der Strafe (Mindeststrafe, Höchststrafe) angegeben. Zusammen bilden diese den Strafrahmen.
Bei Geldstrafen gilt nach deutschem Strafrecht ein Strafrahmen von mindestens 5 Tagessätzen und maximal 360 Tagessätzen. Die Höhe eines Tagessatzes wird nach dem verfügbaren Nettoeinkommen des Angeklagten berechnet. 
Die Regelungen zur zeitigen Freiheitsstrafe finden sich in § 38 StGB. Die Mindestdauer der Freiheitsstrafe beträgt einen Monat. Gibt das Gesetz keine obere Begrenzung an oder ordnet nicht die lebenslange Freiheitsstrafe an, so ist die Höchstdauer 15 Jahre.
Bei der Strafzumessung muss der Richter zwingend die Strafe innerhalb des Strafrahmens wählen. Manche Tatbestände enthalten Sonderstrafrahmen für minder schwere Fälle (z. B. § 213 StGB für den minder schweren Fall des Totschlags) oder besonders schwere Fälle (z. B. § 243 StGB für den besonders schweren Fall des Diebstahls). Unabhängig vom Delikt wird der Regelstrafrahmen durch besondere Milderungsmöglichkeiten (vgl. § 49 Abs. 1 StGB) modifiziert (z. B. bei Versuch: § 23 Abs. 2 StGB).
Im Jugendstrafrecht gibt es weitere, flexiblere Möglichkeiten der Bestrafung, die nicht mit einem bestimmten Delikt verknüpft sind. Zu den sogenannten Zuchtmitteln und Weisungen zählen etwa die Ableistung von Sozialstunden oder die Auferlegung bestimmter Therapien. In schweren Fällen wird Jugendstrafe verhängt. Diese beträgt in der Strafhöhe mindestens sechs Monate, höchstens 10 Jahre bei Jugendlichen unter 18 Jahren. Bei Heranwachsenden von 18 Jahren bis unter 21 Jahren beträgt die maximale Jugendstrafe 10 Jahre oder 15 Jahre, wenn es sich bei der Tat um Mord gem. § 211 StGB handelt (§ 105 Abs. 3 JGG).